# Box-Muller-Methode

Grafische Veranschaulichung der Box-Muller-Methode

Die Box-Muller-Methode (nach George Edward Pelham Box und Mervin Edgar Muller 1958) ist ein Verfahren zur Erzeugung normalverteilter Zufallszahlen.

## Definition

Visualisierung der Box-Muller-Methode. Die farbigen Punkte des Einheitsquadrats (u_{1}, u_{2}), die als Kreise gezeichnet werden, werden einem Punkt in der komplexen Zahlenebene zugeordnet, das als Kreuze gezeichnet ist. Die Darstellungen an den Rändern sind die Wahrscheinlichkeitsverteilungen von z_{0} und z_{1}.

Bei dieser Methode werden zunächst zwei unabhängige Standardzufallszahlen {\displaystyle u_{1}} und {\displaystyle u_{2}} benötigt. Diese lassen sich beispielsweise mit einem Zufallszahlengenerator erzeugen. Standardzufallszahlen unterliegen einer Rechteckverteilung mit den Parametern {\displaystyle 0} und {\displaystyle 1}.
Es lässt sich zeigen, dass man nach folgendem Transformationsschritt daraus zwei standardnormalverteilte (stochastisch) unabhängige Zufallszahlen {\displaystyle z_{0}} und {\displaystyle z_{1}} erhält:
{\displaystyle z_{0}={\sqrt {-2\ln u_{1}}}\cos(2\pi u_{2})}
und
{\displaystyle z_{1}={\sqrt {-2\ln u_{1}}}\sin(2\pi u_{2})}.
Schreibt man das Paar {\displaystyle (z_{0},z_{1})} in Polarkoordinaten, also
{\displaystyle z_{0}=r\cos \varphi } und {\displaystyle z_{1}=r\sin \varphi },
dann gilt:
{\displaystyle r={\sqrt {-2\ln u_{1}}}\ } und {\displaystyle \varphi =2\pi u_{2}}.
Anwendung der  Inversionsmethode zur Transformation von {\displaystyle u_{1}} und {\displaystyle u_{2}} in die Polarkoordinaten {\displaystyle r} und {\displaystyle \varphi } zeigt, dass {\displaystyle \varphi } einer Rechteckverteilung mit den Parametern {\displaystyle 0} und {\displaystyle 2\pi } unterliegt und {\displaystyle r^{2}} einer Exponentialverteilung mit dem Parameter {\displaystyle {\tfrac {1}{2}}}. Aus diesem Ergebnis lässt sich die gemeinsame Verteilung von {\displaystyle z_{1}} und {\displaystyle z_{2}} herleiten. Sie beruht auf der Beziehung:
{\displaystyle {\tfrac {1}{2}}e^{-{\frac {1}{2}}r^{2}}\mathrm {d} (r^{2}){\tfrac {1}{2\pi }}\mathrm {d} \varphi ={\tfrac {1}{2\pi }}e^{-{\frac {1}{2}}r^{2}}r\mathrm {d} r\mathrm {d} \varphi ={\tfrac {1}{2\pi }}e^{-{\frac {1}{2}}(z_{0}^{2}+z_{1}^{2})}\mathrm {d} z_{0}\mathrm {d} z_{1}}
Die bisherigen Transformationsschritte erzeugen zwei standardnormalverteilte Zufallszahlen. Eine Standardnormalverteilung ist ein Spezialfall der Normalverteilung, nämlich mit dem Erwartungswert {\displaystyle \mu =0} und der Varianz {\displaystyle \sigma ^{2}=1}.
Um mit der Box-Muller-Methode Normalverteilungen mit beliebigen Parametern zu erzeugen, lassen sich die erhaltenen {\displaystyle z_{i}} nach dem Muster
{\displaystyle x_{i}=\mu +\sigma \cdot z_{i}}
transformieren. In der obigen Notation steht {\displaystyle \pi } wie üblich für die Kreiszahl, {\displaystyle \sin } für den Sinus, {\displaystyle \cos } für den Kosinus und {\displaystyle \ln } für den natürlichen Logarithmus.
Verwendet man zur Erzeugung der {\displaystyle u_{i}} einen linearen Kongruenzgenerator, so liegen die Paare {\displaystyle (z_{0},z_{1})} auf einer durch eine Spirale beschriebenen Kurve. Dieses Verhalten ist eng mit dem im Satz von Marsaglia beschriebenen Hyperebenenverhalten linearer Kongruenzgeneratoren verwandt.
Dieses Problem lässt sich umgehen, wenn statt des linearen Kongruenzgenerators ein inverser Kongruenzgenerator oder die Polar-Methode verwendet wird.
Die Box-Muller-Methode erzeugt zunächst zwei stochastisch unabhängige und standardnormalverteilte Zufallszahlen, die sich dann in eine Normalverteilung mit beliebigen Parametern transformieren lassen. Die Box-Muller-Methode erfordert die Auswertung von Logarithmen und trigonometrischen Funktionen, was auf einigen Rechnern sehr zeitaufwendig sein kann.
Weitere Möglichkeiten zur Erzeugung normalverteilter Zufallszahlen sind im Artikel Normalverteilung beschrieben. Eine Alternative ist z. B. die Polar-Methode.

## Programmierung
Die Standard-Box-Muller-Methode erzeugt Werte aus der Standardnormalverteilung mit Erwartungswert 0 und Standardabweichung 1. Die folgende Implementierung in der Programmiersprache C++ generiert 10 Paare von standardnormalverteilten Zufallszahlen aus jeder Normalverteilung mit Erwartungswert {\displaystyle \mu } und Varianz {\displaystyle \sigma } und gibt sie auf der Konsole aus.
```
#define _USE_MATH_DEFINES

#include
 
<random>

#include
 
<iostream>

using
 
namespace
 
std
;

// Diese Funktion berechnet zwei standardnormalverteilte Zufallszahlen z0 und z1

pair
<
double
,
 
double
>
 
generateGaussianNoise
(
double
 
mu
,
 
double
 
sigma
)

{

    
constexpr
 
double
 
epsilon
 
=
 
numeric_limits
<
double
>::
epsilon
();

    
// Initialisiert den Zufallszahlengenerator im Bereich von 0 bis 1

    
static
 
mt19937
 
rng
(
random_device
{}());
 
// Standard Mersenne-Twister

    
static
 
uniform_real_distribution
<>
 
runif
(
0
,
 
1
);

    
double
 
u1
,
 
u2
;
 
// Deklaration der lokalen Variablen für die Zufallszahlen u1 und u2

    
do
 
// Diese do-while-Schleife erzeugt solange Zufallszahlen bis u1 > epsilon ist

    
{

        
u1
 
=
 
runif
(
rng
);

    
}
 
while
 
(
u1
 
<=
 
epsilon
);

    
u2
 
=
 
runif
(
rng
);

    
// Berechnet z0 und z1

    
auto
 
magnitude
 
=
 
sigma
 
*
 
sqrt
(
-2.0
 
*
 
log
(
u1
));

    
auto
 
z0
 
=
 
magnitude
 
*
 
cos
(
2.0
 
*
 
M_PI
 
*
 
u2
)
 
+
 
mu
;

    
auto
 
z1
 
=
 
magnitude
 
*
 
sin
(
2.0
 
*
 
M_PI
 
*
 
u2
)
 
+
 
mu
;

    
return
 
make_pair
(
z0
,
 
z1
);

}

// Hauptfunktion die das Programm ausführt

void
 
main
()

{

    
double
 
mu
 
=
 
0
;
 
// Deklaration der lokalen Variablen

    
double
 
sigma
 
=
 
1
;

    
for
 
(
int
 
i
 
=
 
0
;
 
i
 
<
 
10
;
 
i
++
)
 
// Diese for-Schleife berechnet 10 Paare von standardnormalverteilten Zufallszahlen und gibt sie auf der Konsole aus

    
{

        
pair
<
double
,
 
double
>
 
gaussianNoise
 
=
 
generateGaussianNoise
(
mu
,
 
sigma
);
 
// Aufruf der Funktion

        
cout
 
<<
 
gaussianNoise
.
first
 
<<
 
","
 
<<
 
gaussianNoise
.
second
 
<<
 
endl
;
 
// Ausgabe auf der Konsole

    
}

}

```